# ミェシュコ3世
ミェシュコ3世スタルィ（Mieszko III Stary, 1121年? - 1202年3月13日）は、ポーランド大公（在位：1173年 - 1177年、1191年 - 1194年、1198年 - 1199年、1202年）。ボレスワフ3世と2度目の王妃サロメ・フォン・ベルク＝シェルリンゲンの4男として生まれた。ヴワディスワフ2世の異母弟、ボレスワフ4世の同母弟、ヘンリク、カジミェシュ2世の同母兄。
長命であったことから老公（the Old）と呼ばれた。ヴィエルコポルスカ・ピャスト家の祖。

## 生涯
父が国を5分割して息子達に相続させ、クラクフ領を年長の者が治めポーランド大公となると遺言状に定めたことから、ポーランドは分裂の時代にあった。ミェシュコはヴィエルコポルスカ公であった（この地方は彼の子孫によって継承されていく）。
1173年、同母兄ボレスワフ4世の死後ポーランド大公となるが、弟のカジミェシュ2世によってその座を追われ、ヴィエルコポルスカ公位も長男オドンに奪われた。しかし、復位の野望を捨てず、1202年に亡くなるまで4度もクラクフへ舞い戻り、大公位の奪回、廃位を繰り返した。1202年に甥のレシェク1世（カジミェシュ2世の子）から大公位を奪い、4度目の大公になった直後に81歳で死去。末子のヴワディスワフ3世が大公位を継いだ。
オドンはミェシュコ3世に先立って亡くなっていたため、孫のヴワディスワフ・オドニツがヴィエルコポルスカを継いだが、幼少のためヴワディスワフ3世が後見人となった。

## 子女
1140年頃、ハンガリー王ベーラ2世の娘エルジェーベトと結婚。
- オドン（1141年? - 1194年）-　ヴィエルコポルスカ公
- ステファン（1150年 - 1177年?）
- ヴィエシュホスワヴァ・ルドミワ（1152年 - 1223年） - ロレーヌ公フェリー1世妃
- ユディト（1154年 - 1201年） - ザクセン公ベルンハルト3世妃
- エルジュビェタ（1154年 - 1209年） - ボヘミア公ソビェスラフ2世妃、のちラウジッツ辺境伯コンラート2世（ヴェッティン家）妃

1154年頃、キエフ大公女エウドクシア（イジャスラフ2世の娘）と結婚。
- ボレスワフ（1159年 - 1195年）
- ミェシュコ（1160年/1165年 - 1193年）
- サロメイ（1162年? - 1183年）
- アナスタジヤ（1164年 - 1240年） - 1177年にポメラニア公ボグスワフ1世と結婚
- ヴワディスワフ3世（1165年? - 1231年）
- ズウィニスワワ - ムシチュイ1世と結婚